# Сопковце
Сопковце (слч. Sopkovce) насељено је мјесто са административним статусом сеоске општине (слч. obec) у округу Хумење, у Прешовском крају, Словачка Република.

## Становништво
| Година:    | 1994. | 2004.    | 2014.    | 2024.    |
| ---------- | ----- | -------- | -------- | -------- |
| Број људи: | 143   | 127      | 110      | 96       |
| Разлика:   |       | -11,18 % | -13,38 % | -12,72 % |

| Година:    | 2023. | 2024.   |
| ---------- | ----- | ------- |
| Број људи: | 99    | 96      |
| Разлика:   |       | -3,03 % |

Према подацима о броју становника из 2024. године насеље је имало 96 становника.